# Женерак (Жиронда)
Женерак (фр. Générac) насеље је и општина у југозападној Француској у региону Аквитанија, у департману Жиронда која припада префектури Бле.
По подацима из 2011. године у општини је живело 573 становника, а густина насељености је износила 60,7 становника/km². Општина се простире на површини од 9,44 km². Налази се на средњој надморској висини од 44 метара (максималној 50 m, а минималној 19 m).

## Демографија
| 1962. | 1968. | 1975. | 1982. | 1990. | 1999. | 2011. |
| ----- | ----- | ----- | ----- | ----- | ----- | ----- |
| 421   | 486   | 438   | 460   | 465   | 493   | 573   |

График промене броја становника у току последњих година